# 小鸭棘口吸虫
小鸭棘口吸虫（学名：Echinostoma rufinae）为棘口科棘口属的动物。分布于俄罗斯以及中国大陆的福建等地，营寄生生活，宿主家鸭、骨顶鸡、赤咀小鸭以及凤头潜鸭。

## 外部連結
- 寄生蟲學-Nematoda(線蟲)-Echinostoma spp.(棘口吸蟲) （页面存档备份，存于）